# Guerrouma
Guerrouma est une commune de la wilaya de Bouira en Algérie.

## Géographie
| Tablat (wilaya de Médéa) | Boukram                             | Lakhdaria, Bouderbala |
| Tablat (wilaya de Médéa) | Guerrouma                           | Maala                 |
| Mihoub (wilaya de Médéa) | Mihoub, Maghraoua (wilaya de Médéa) | Zbarbar               |

## Personnalités liées à la commune
- Omar Sahnoun (1955-1980), ancien joueur de football en équipe de France, au FC Nantes et aux Girondins de Bordeaux, y est né.